# Astral Chain
Astral Chain — видеоигра в жанре action-adventure, разработанная японской студией Platinum Games и выпущенная Nintendo для Nintendo Switch в 2019 году. Игра была разработана под руководством Такахисы Тауры, ранее ведущего гейм-дизайнера Nier: Automata, и при участии Хидэки Камии и Масакадзу Кацуры.
Игрок управляет полицейским, охраняющим порядок в вымышленном мегаполисе Ковчег; игровой процесс игры включает в себя как сражения с демоническими «химерами», так и расследования и будничную работу полицейского. В сражениях игрок может вызвать на помощь герою одного из нескольких помощников-«Легионов» на выбор и управлять одновременно и главным героем, и Легионом, скованным с хозяином-человеком «астральной цепью».
Astral Chain получила исключительно высокие оценки критики — обозреватели называли игру лучшим творением Platinum Games за всю историю студии, отметив оригинальную боевую систему, широкие возможности по индивидуализации персонажей и множество побочных заданий.

## Игровой процесс
Astral Chain — это игра в жанре action-adventure, в которой игрок управляет одним из нескольких полицейских — членов специальной группы «Нейрон» — в вымышленном мегаполисе Ковчег. В начале Astral Chain игрок должен выбрать в качестве игрового персонажа одного из двух близнецов — брата или сестру; второй невыбранный близнец также появляется в игре как неигровой персонаж. В ходе игры персонаж, будучи сотрудником полиции, должен реагировать на происшествия и вести расследования — исследуя мир игры, опрашивая неигровых персонажей и изучая улики, игрок находит подсказки и головоломки, позволяющие продвинуть текущее расследование. В течение игры полицейские посещают «Астральный план» — параллельный мир, в котором персонаж должен преодолевать всяческие препятствия, решать головоломки и сражаться с врагами, как в традиционных подземельях в компьютерных играх.
Сотрудники группы «Нейрон» могут вызвать себе в помощь существ, называемых «Легионами» — каждый Легион прикован к хозяину длинной «астральной цепью», и во время боя игрок может управлять одновременно и игровым персонажем-полицейским, и скованным с ним Легионом с помощью левого и правого стиков контроллера. Легионы бывают разных форм и обладают различными способностями, которые используются как для решения головоломок, так в сражениях. Бои в игре происходят в режиме реального времени, и игровые персонажи могут использовать против врагов — в основном злобных монстров-«химер» — оружие как ближнего, так и дальнего боя. Во время сражения игрок может призвать Легион и управлять им — это послушное существо может помогать игровому персонажу совершать комбинации атак и выполнять особо мощные атаки-добивания; цепь, сковывающая Легион с хозяином-человеком, также используется в игре — с её помощью можно связывать врагов или быстро перемещаться прочь от врагов, как на зиплайне. Ряд действий в бою, как успешное завершение комбинации атак, уклонение от удара или вызов Легиона в нужный момент, могут дать игроку возможность провести чрезвычайно мощную «синхро-атаку», в которой игровой персонаж и его Легион атакуют врага одновременно. Выполнив достаточное количество синхро-атак, игровой персонаж может ненадолго слиться со своим Легионом, чтобы восстановить здоровье и нанести врагу большое количество урона. В начале Astral Chain игроку доступен только один Легион — Легион Меча; в течение игры персонаж получает ещё четыре Легиона, каждый со своими способностями. Игрок может переключаться между доступными Легионами в любой момент, улучшать их помощью очков опыта и разблокируемых навыков.
Игровой персонаж взаимодействует с миром игры с помощью особого инструмента IRIS — устройства дополненной реальности; используя IRIS, игрок может осматривать окружение и искать подсказки, а также сохранять игру, просматривать карту локации, управлять имеющимися при персонаже предметами и настраивать текущие задания. Штаб-квартира отряда «Нейрон» служит местом, где игрок может отдохнуть, настроить свои Легионы и купить различные необходимые предметы у торговцев. Прохождение игры состоит из двенадцати глав, и уже единожды пройденные главы можно переиграть повторно из штаб-квартиры.

## Сюжет
Действие Astral Chain происходит в постапокалиптическом будущем — 2078 году; человечество находится на грани исчезновения в результате нашествия «химер» — монстров из «Астрального плана». Остатки человечества населяют единственный город — мегаполис под названием Ковчег, построенный на огромном искусственном острове. Ковчег периодически атакуют появляющиеся из Астрального плана химеры — они похищают мирных жителей и распространяют «красную материю», превращающую людей и живые существа в чудовищ. Для борьбы с химерами используется полицейская оперативная группа «Нейрон» — её сотрудники используют в сражениях и расследованиях Легионы, подчинённые людям химеры. Каждый Легион прикован к полицейскому астральной цепью, гарантирующей, что существо будет подчиняться человеку-хозяину.

## Разработка
После отмены в январе 2017 года игры Scalebound, над которой студия PlatinumGames работала длительное время, разработчики предложили новый проект на замену — этим проектом и стала Astral Chain. Хотя в отменённой Scalebound игрок также должен был управлять парой из человека и монстра-дракона, продюсер студии Ацуси Инаба отмечал, что эти две игры очень отличаются по концепции — скорее Astral Chain следовало воспринимать как эволюционное развитие предыдущих игр студии. Руководителем разработки был назначен Такахиса Таура — топ-менеджмент PlatinumGames полагал, что он хорошо проявил себя в работе над Nier: Automata, и что студии следует подготовить нескольких руководителей, каждый из которых мог бы привнести в проекты студии свой авторский почерк.
Astral Chain изначально должна была стать фэнтезийной игрой, в которой игровой персонаж использовал бы магию, однако по рекомендации Nintendo сеттинг игры была изменён на киберпанк — компания-издатель считала, что это позволит сделать вымышленный мир игры более уникальным. По словам Тауры, источниками вдохновения при создании Ковчега послужили различные аниме, такие как Ghost In The Shell и Appleseed, а также работы мангаки Масакадзу Кацуры — последнего в конечном счёте привлекли как дизайнера персонажей игры. Хотя разработчики с самого начала намеревались дать игроку выбрать пол персонажа, на ранних стадиях проекта в игре не было двух главных героев. Решение сделать главными героями близнецов — юношу и девушку — возникло благодаря наброскам Кацуры. Возможность настроить внешность персонажа также должна была помочь игроку полнее погрузиться в мир игры.
Геймплей Astral Chain основан на одновременном управлении двумя персонажами, человеком и Легионом — по мнению Тауры, эта механика составляет концептуальное ядро игры, подобно тому, как механика Wicked Weaves составляла ядро Bayonetta, одной из предыдущих игр студии. Разработчики также черпали вдохновение в игре Libble Rabble где игроку также предлагалось управлять двумя персонажами одновременно. В процессе работы над Astral Chain важным оказалось развитие сеттинга игры — разработчики хотели показать повседневную жизнь полицейских и обыденные дела, а не только борьбу с преступностью. Таура отметил, что основное отличие в разработке Astral Chain по сравнению с предыдущей игрой студии — Nier: Automata — заключалось в том, что сценарий Astral Chain строился вокруг игрового процесса, а не наоборот.

## Отзывы и награды
| Сводный рейтинг       | Сводный рейтинг |
| Агрегатор             | Оценка          |
| --------------------- | --------------- |
| GameRankings          | 86,69 %         |
| Metacritic            | 87/100          |
| Иноязычные издания    |                 |
| Издание               | Оценка          |
| Destructoid           | 9/10            |
| Edge                  | 9/10            |
| Famitsu               | 37/40           |
| Game Informer         | 9/10            |
| GameRevolution        | [ 16 ]          |
| GameSpot              | 8/10            |
| IGN                   | 9/10            |
| Nintendo Life         | 9/10            |
| Nintendo World Report | 8,5/10          |
| USgamer               | [ 20 ]          |
| Daily News            | [ 21 ]          |
| Screen Rant           | [ 22 ]          |
| Metro                 | 9/10            |
| Русскоязычные издания |                 |
| Издание               | Оценка          |
| 3DNews                | 9,5/10          |
| «IGN Россия»          | 9,2/10          |
| «НИМ»                 | 8,7/10          |

На агрегаторе Metacritic Astral Chain имеет средний балл 87/100, что указывает на «в целом благоприятные отзывы». В обзоре для Eurogamer Мартин Робинсон присвоил игре оценку «Важно» («Essential»), назвав её лучшей игрой PlatinumGames на сегодняшний день и заявив, что она «сияет ярче, чем что-либо, что студия делала до сих пор». Стивен Петит из IGN похвалил боевую систему игры, отметив, что «хотя в Astral Chain и нет какой-то глубокой комбо-системы, она с лихвой восполняет этот недостаток своим набором Легионов». Крис Картер в рецензии для Destructoid сообщил, что хотя игра и начинается несколько неспешно, он был «полностью покорён», когда в ней открылась возможность внесены настройки Легионов; Картер также похвалил боссов и разнообразие встречающихся в игре врагов.
Обозреватели посчитали недостатком игры отсутствие реплик у главного героя; в то же время сеттинг и второстепенные персонажи получили единодушную похвалу. В статье для Polygon Крис Плант особо отметил легкость освоения игры для новичков, которых могли бы оттолкнуть предыдущие игры PlatinumGames, и будничную работу полицейского — будь то возвращение хозяину потерявшегося котёнка, задержание хулиганов или опрос свидетелей преступления; Плант назвал игру лучшей новой франшизой Nintendo со времен Splatoon. Андрей Верещагин в обзоре для DTF охарактеризовал сюжет игры как «сборник штампов из аниме», но в то же время высоко отозвался о боевой системе, отметив, что непривычное управление в боях поначалу вызывает дискомфорт, но со временем начинает казаться чуть ли не идеальным; по мнению рецензента, игра оказалась уникальной и самобытной, способной угодить и тем, кто любит гринд, и тем, кто не готов тратить время на добычу ресурсов
Пользовательский рейтинг игры на сайте Metacritic стал объектом ревью-бомбинга, массового присвоения низких оценок — в первую очередь потому, что Astral Chain вышла только на Nintendo Switch и не была доступна на других платформах; другие пользователи пытались «бороться» со снижением среднего балла, выставляя максимально высокие оценки. Подобным образом в то же время пострадала и игра Fire Emblem: Three Houses, также выпущенная исключительно для Nintendo Switch; позднее администрация Metacritic удалила множество низких оценок для обеих игр.

### Продажи
После выпуска Astral Chain вышла на первое место в рейтинге физических продаж Великобритании, на второе в рейтинге физических продаж в Японии, и на десятое в рейтинге NPD за август 2019 года. В первые три недели игры в Японии было продано 46 875 физических копий.

### Награды
Игра была номинирована на звание «Игры года на консолях Nintendo» на церемонии Golden Joystick Awards и на звание «Лучшей экшн-игры» на The Game Awards 2019.